# Union Stade Français Paris Saint-Cloud 2010-2011
Questa voce raccoglie le informazioni riguardanti l'Union Stade Français Paris Saint-Cloud nelle competizioni ufficiali della stagione 2010-2011.

## Organigramma societario
Area direttiva
- Presidente: Claude Orphelin

Area tecnica
- Allenatore: Pavel Tresnak (fino a febbraio 2011)
- Allenatore in seconda: Ruth Diboue, Fabien Lagard

Area sanitaria
- Preparatore atletico: Bakary Sissako

## Rosa
| N° | Nome                | Ruolo | Data di nascita   | Nazionalità sportiva |
| -- | ------------------- | ----- | ----------------- | -------------------- |
| 1  | Michaela Doležalová | S/O   | 22 giugno 1984    | Rep. Ceca            |
| 2  | Miléna Pantović     | C     | 14 ottobre 1979   | Serbia               |
| 3  | Mégane Suc          | P     | 16 settembre 1990 | Francia              |
| 4  | Åsa Gustafsson      | S     | 17 luglio 1976    | Svezia               |
| 5  | Marielle Bousquet   | L     | 5 aprile 1985     | Francia              |
| 6  | Raphaëlle Giaoui    | S     | 16 febbraio 1991  | Francia              |
| 7  | Marijana Bašić      | C     | 8 ottobre 1981    | Serbia               |
| 8  | Justine Décamp      | L     | 1º gennaio 1990   | Francia              |
| 9  | Emily Stockman      | S     | 6 giugno 1988     | Stati Uniti          |
| 10 | Lubova Tihomirova   | S/O   | 25 giugno 1986    | Lettonia             |
| 11 | Eva Kriegel         | P     | 10 aprile 1984    | Ungheria             |
| 13 | Agnès Donzel        | S     | 6 febbraio 1989   | Francia              |
| 14 | Keylla Fabrino      | P     | 13 maggio 1986    | Brasile              |
| 15 | Tijana Jakić        | S     | 19 ottobre 1987   | Montenegro           |
| 16 | Armelle Irabe       | S     | 18 luglio 1985    | Francia              |